# Symmachis subroseata
Symmachis subroseata är en insektsart som först beskrevs av Walker, F. 1869.  Symmachis subroseata ingår i släktet Symmachis och familjen vårtbitare. Inga underarter finns listade i Catalogue of Life.